# Immigration française au Guatemala
Le Guatemala accueille des immigrants français depuis le début du XIXe siècle. Fin 2010, 803 Français résidant au Guatemala sont enregistrés auprès du ministère des Affaires étrangères.

## Histoire
Après l'indépendance de l'Amérique centrale en 1821, les premiers immigrants français furent des militaires vétérans des guerres napoléoniennes comme les généraux Nicolas Raoul Isidore Saget, Henri Terralonge et les officiers Aluard, Courbal, Duplessis, Gibourdel et Goudot. Ils prirent part à la guerre civile (es) entre libéraux et conservateurs qui secoua l'ephémère république fédérale d'Amérique centrale dont faisait partie le Guatemala. Lorsque la République Fédérale du Centre de l'Amérique s'est divisée, quelques Français ont émigré vers le Costa Rica et le Nicaragua bien que la plupart soient demeurés au Guatemala.
En juin 1827, quatre maisons de commerce françaises (Franck Paumelle Fils, la Compagnie du Havre, J. Line Chauviteau et la Compagnie de Paris) ont inauguré une ligne maritime entre Le Havre et Omoa. Le premier navire a été la goélette Le courrier du Guatemala, commandée par le capitaine Lambert. En 1825, le Guatemala a attribué sa citoyenneté aux deux premiers médecins français, Fauconnier et Pierre-Joseph Gourmez.

### Colonisation belge au Guatemala
En 1840, une communauté belge soutenue par le ministre de l’intérieur, reprend ce projet à son compte. On assiste à la création d’une « Société Belge de Colonisation ». Son but est celui d’un établissement de peuplement. La société s’engage vis-à vis des gouvernements belge et guatémaltèque à introduire mille familles en dix ans, à créer écoles, dispensaires et hôpitaux. Le 9 novembre 1841, le navire Louise-Marie venant d’Ostende arrive à Santo-Tomas et y débarque un premier contingent d’émigrés ; parmi eux, quelques militaires.
En 1845, on se rend compte qu’il faut mettre un terme à l’entreprise. Le 16 mai 1845, le navire Iéna, ayant à son bord le père Walle, quitte Santo-Tomas et rentre en Belgique. Le père Jean Genon décide de rester. Parmi les colons, plusieurs font le même choix. Leurs descendants s’intégreront à la population guatémaltèque.
L'écrivain et agronome français Jules Rossignon, directeur scientifique de la compagnie, reste également au Guatemala. Il y éveloppe la culture du café.

## Culture française au Guatemala

### Histoire des relations culturelles
Peu après l'indépendance, sous le gouvernement des libéraux, d'étroites relations culturelles se sont établies entre la France et le Guatemala, dans les décennies de 1820 et 1830, provoquant une hausse de l'implantation de la langue française, qui est devenue attractive pour les personnes de classe sociale supérieure.

### Institutions

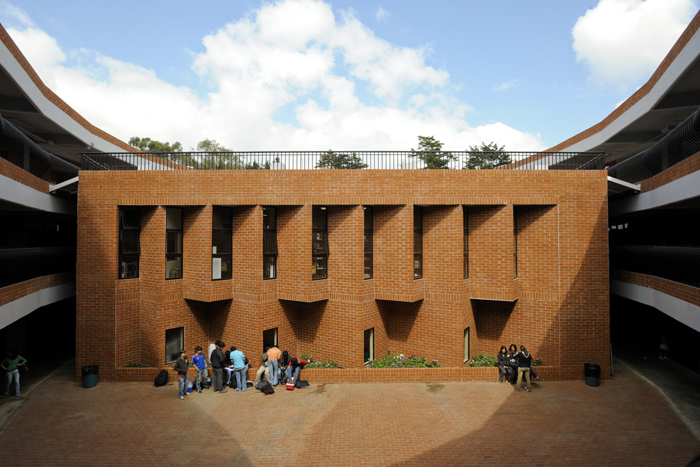
Lycée français Jules-Verne.

L'Alliance française est présente dans la ville de Guatemala, L'Antigua Guatemala et Quetzaltenango. L'Alliance Française du Guatemala, créée en 1921, est la délégation régionale de la dite fondation pour l'Amérique centrale. Elle se charge d'organiser les activités pédagogiques et culturelles avec treize Alliances françaises de la région.
L'enseignement en français est assuré par le lycée français Jules-Verne situé à Fraijanes, dans les environs de la ville de Guatemala.